# Mphatlalatsane FC
O Mphatlalatsane FC é um clube de futebol com sede em Leribe, Lesoto. A equipe compete na Lesotho Premier League.

## História
O clube foi fundado em 1969.